# Ajuga grandiflora
Ajuga grandiflora – вид рослин родини глухокропивові (Lamiaceae).

## Поширення
Ендемік Австралії. Поширений у штаті Південна Австралія.